# Bilca
Bilca é uma comuna romena localizada no distrito de Suceava, na região de Bucovina. A comuna possui uma área de 22.66 km² e sua população era de 3630 habitantes segundo o censo de 2007.